# Alfredo de Sá Cardoso
Pour les articles homonymes, voir Cardoso.
Alfredo Ernesto de Sá Cardoso (en portugais [aɫˈfɾedu eɾˈnɛʃtu dɨ ˈsa kɐɾˈdozu]), né le  6 juin 1864 à Lisbonne - mort le 24 avril 1950 dans la même ville, est un homme d'État républicain portugais, Premier ministre à deux reprises.

## Biographie
Alfredo Ernesto de Sá Cardoso est le fils d'Adelaide Leopoldina de Sá Cardoso. Il a un fils illégitime en 1902, qu'il reconnait l'année suivante. Il ne se marie qu'en 1927 avec Gabriela Beuregard Moreira de Sá Cardoso. Après ses premières études, il rejoint le Collège militaire, puis l'École militaire, où il étudie l'artillerie. Engagé en 1880, il poursuit une carrière d'officier de l'armée (sous-lieutenant, 1886; lieutenant, 1888; capitaine, 1900; major, 1911; lieutenant-colonel, 1915; colonel, 1917) arrivant en 1924 au grade de général.
Il est un des instigateurs du coup d'état du 14 mai 1915.
Mobilisé dans la campagne de Luanda, dont le gouvernement le nomme secrétaire (à partir de 1888), il devient gouverneur de la forteresse de São Paulo de Luanda et en 1917-1918 il rejoint le Corps Expéditionnaire Portugais (CEP). Il a également siégé comme membre du conseil du travail balistique.
Affilié au Parti républicain portugais, il est un membre de son forum consultatif (1913) et chef du parti (en 1919). Il est également membre du Parti de reconstitution nationale, qu'il fonde avec Álvaro de Castro et d'Action Républicaine, dont il est président.
Membre de la franc-maçonnerie depuis 1893, il est initié dans la loge du Portugal avec le nom symbolique de "Alaíde", il atteint le 33e degré du Rite écossais ancien et accepté et fait partie de son conseil suprême dès 1934.
Il est un participant actif dans la campagne républicaine, même sous la monarchie, en prenant part aux événements du 31 janvier 1890 et du 28 janvier 1908.
Il s'inscrit dans le Comité militaire pour la proclamation de la République et intervient dans la révolution du 5 octobre 1910. Avec le triomphe républicain, il devient chef de cabinet de Correia Barreto (1910-1911), puis gouverneur civil du district autonome de Funchal (1913-1914). Il intègre le mouvement Jovem Turquia et coorganise le mouvement du 14 mai 1915.
Il participe à la résistance contre la révolte sidoniste du 5 décembre 1917, après avoir connu la prison en 1918-1919. Cette même année, fidèle à ses convictions républicaines, il participe à l'offensive contre la monarchie du Nord. Il siège au Parlement, pour la circonscription de Viana do Castelo en 1913, 1915, 1919 et 1922, le président cette dernière année.
À la tête du gouvernement du 29 juin 1919 au 15 janvier 1920 et de nouveau du 16 au 21 janvier 1920, cumulant les postes de ministre l'Intérieur et des Affaires étrangères (à partir du 29 juin au 12 juillet 1919). Il reviendra au pouvoir, en tant que ministre de l'Intérieur, du 18 décembre 1923 au 6 juillet 1924.
Avec l'avènement de la dictature militaire, il est arrêté de nouveau (1926), vivant dans des résidences fixes au Cap-Vert et aux Açores entre 1927 et 1933.
Il revient au Portugal en 1934 pour fonder l'Alliance républicaine. Sans jamais avoir accepté des postes lucratifs, il meurt le 24 avril 1950 à Lisbonne.